# Развој идентитета
Развој идентитета (идентитет представља доживљај себе, сопствене личности, континуитета осећања, животних циљева и намера) започиње у раним развојним фазама о одвија се кроз читав живот. Критични период у формирању идентитета је адолесцентни узраст када долази до постављања и тражења одговора најчешће на следећа питања: „ко сам”, „одакле долазим”, „чему стремим” и „каква је сврха постојања”. Тада се, по Ериксону, почиње развијати Его идентитет који представља свесно осећање посебности, самоистоветности и континуитета.